# Campionato di calcio della Repubblica Socialista Sovietica d'Estonia 1980
Il Campionato di calcio della Repubblica Socialista Sovietica d'Estonia 1980 era la massima divisione del campionato estone ed era un campionato regionale sovietico. La vittoria finale andò al Dünamo Tallinn che vinse il ottavo titolo della sua storia.

## Formula
Era formato da dodici squadre: ogni formazione si incontrava le altre in gironi di andata e ritorno, per un totale di 22 incontri. Erano previsti due punti per la vittoria e uno per il pareggio. 

## Classifica finale
|    | Classifica finale          | G  | V  | N | P  | GF | GS | Dif | Pt |
| -- | -------------------------- | -- | -- | - | -- | -- | -- | --- | -- |
| 1  | Dünamo Tallinn             | 22 | 14 | 7 | 1  | 49 | 9  | +40 | 35 |
| 2  | Baltika Narva              | 22 | 11 | 7 | 4  | 39 | 23 | +16 | 29 |
| 3  | Kalakombinaat Pärnu        | 22 | 10 | 7 | 5  | 27 | 21 | +6  | 27 |
| 4  | Kalev Sillamäe             | 22 | 9  | 8 | 5  | 34 | 24 | +10 | 26 |
| 5  | Estonia Jõhvi Kohtla-Järve | 22 | 8  | 8 | 6  | 30 | 28 | +2  | 24 |
| 6  | Norma Tallinn              | 22 | 7  | 8 | 7  | 35 | 20 | +15 | 22 |
| 7  | Keemik Kohtla-Järve        | 22 | 8  | 6 | 8  | 26 | 22 | +4  | 22 |
| 8  | Energia Narva              | 22 | 6  | 7 | 9  | 23 | 31 | -8  | 19 |
| 9  | Tempo Tallinn              | 22 | 5  | 8 | 9  | 23 | 28 | -5  | 18 |
| 10 | Dvigatel Tallinn           | 22 | 6  | 6 | 10 | 19 | 33 | -14 | 18 |
| 11 | KAT Tartu                  | 22 | 5  | 7 | 10 | 18 | 35 | -17 | 17 |
| 12 | Autobussipark Tallinn      | 22 | 1  | 5 | 16 | 6  | 55 | -49 | 7  |

G = Partite giocate; V = Vittorie; N = Nulle/Pareggi; P = Perse; GF = Goal fatti; GS = Goal subiti; Dif = differenza reti; 